# Кастриньяно-де-Гречи
Кастриньяно-де-Гречи (итал. Castrignano de' Greci) — коммуна в Италии, располагается в регионе Апулия, в провинции Лечче.
Население составляет 4107 человек (2008 г.), плотность населения составляет 456 чел./км². Занимает площадь 9 км². Почтовый индекс — 73020. Телефонный код — 0836.
Покровителем населённого пункта считается святой Антоний.
Населяемая в основном меньшинством греческого происхождения, говорящим также на диалекте греческого языка, коммуна входит в Союз городов Салентийской Греции (Unione dei Comuni della Grecìa Salentina)

## Демография
Динамика населения:

## Администрация коммуны
- Официальный сайт: http://www.comune.castrignanodeigreci.le.it/ Архивная копия от 23 июля 2008 на Wayback Machine